# Hematom
Un hematom este o aglomerare de sânge închistat în afara vaselor de sânge, provocată de o boală sau traumă, inclusiv de o rană, prin ruperea spontană sau traumatică a vaselor capilare. Un hematom este inițial în formă lichidă răspândit printre țesuturi, inclusiv în sacii dintre țesuturi unde se poate coagula și solidifica înainte ca sângele să fie reabsorbit în vasele de sânge. O echimoză este un hematom al cu diametrul mai mare de 10 mm.
Ele pot apărea între/în multe porțiuni ale corpului, cum ar fi pielea și alte organe, țesuturi conjunctive, oase, articulații și mușchi. 
O aglomerare de sânge (sau chiar o hemoragie) poate fi agravată de către medicamente anticoagulante. Infiltrarea și aglomerarea sângelui pot să apară dacă heparina este administrată pe cale intramusculară; pentru a evita acest lucru, heparina trebuie administrată intravenos sau subcutanat.
El nu trebuie să fie confundat cu hemangiomul, care este o aglomerare anormală a vaselor de sânge la nivelul pielii sau organelor interne.

## Semne și simptome
Unele hematoame sunt vizibile sub suprafața pielii (numite de obicei vânătăi) sau simțite, eventual, ca umflături. În cele mai multe cazuri hematomul de forma unui sac de sânge se dizolvă în cele din urmă; cu toate acestea, în unele cazuri, ele pot continua să crească din cauza infiltrațiilor de sânge sau să nu se manifeste nici o schimbare. Dacă sacul de sânge nu dispare, atunci poate fi necesar să fie curățat pe cale chirurgicală.
Hematoamele pe articulații pot reduce mobilitatea unui membru și prezintă aproximativ aceleași simptome ca și o fractură.
În cele mai multe cazuri, mișcarea și exercițiul mușchiului afectat este cel mai bun mod de a introduce aglomerarea înapoi în fluxul de sânge.

## Clasificare

### Tipuri
- Hematom subcutanat (sub piele)
- Craniului/creierului:
  - Hematom subgaleal – între galea aponeurotica și periost
  - Cefalohematom – între periost și craniu. De obicei cauzate de apariția vidului.
  - Hematom epidural – între craniu și dura mater
  - Hematom subdural – între dura mater și arahnoida mater
  - Hematom subarahnoidian – între mater arahnoida și pia mater (spațiul subarahnoidian)
  - Othematom – între piele și straturile de cartilaj ale urechii
- Hematom pe piept (sân)
- Hematom pericondrial (ureche)
- Hematom perianal (anus)
- Hematom subungual (unghii)

### Grade
- Peteșie – hematom punctiform mic cu un diametru mai mic de 3 mm
- Purpură – o vânătaie cu diametrul de aproximativ 1 cm, în general de formă rotundă
- Echimoză – extravazare subcatanată a sângelui într-un strat subțire sub piele, cauzând vânătăi sau pete de culoare roșie-albastră, cu un diametru de peste 1 cm

## Etimologie
Cuvântul „hematom” provine din grecescul αἷμα haima „sânge” și -ωμα -oma, un sufix care indică boală sau morbiditate.